# ハルキウへのクラスター爆撃 (2022年2月)
ハルキウへのクラスター爆撃（ハルキウへのクラスターばくげき）は、2022年ロシアのウクライナ侵攻中のハルキウの戦いにおいて、2022年2月28日にロシア軍がウクライナのハルキウに行った爆撃。市民9人が死亡し、37人以上が負傷した。ロシア軍は爆撃でクラスター爆弾を使用しており、人口密集地域への無差別攻撃により、ヒューマン・ライツ・ウォッチは、爆撃が戦争犯罪である可能性があるとの見解を示した。

## 爆撃
ハルキウの戦いにおいて、2022年2月28日に、ロシア軍は市内の住宅地3ヵ所にBM-21 グラートからロケット弾を発射し、9人が死亡した。4人は夜間外出禁止令下でシェルターから水を求めて買い物に出掛けた際に死亡し、両親と子ども3人の家族は車内で焼死した。爆撃を受けた場所はIndustrialnyi DistrictとShevchenkivskyi Districtにあった住宅と遊び場で、市内の爆発は午後2時23分まで記録された。

## 調査

### ヒューマン・ライツ・ウォッチ
ヒューマン・ライツ・ウォッチは爆撃を調査し、ロシア軍がBM-30クラスター爆弾（空中で数十発の子爆発体を撒き散らす）を使用したと結論した。クラスター爆弾は市民に広範囲で被害を与え、危険であるためにオスロ条約で禁止されている。爆撃の現場から半径400メートル以内に軍事目標はなく、人口密集地域への無差別攻撃により、戦争犯罪である可能性があるとの見解を示した。

### アムネスティ・インターナショナル
アムネスティ・インターナショナルは、無差別であるためにオスロ条約とオタワ条約で禁止されている対人地雷と9N210/9N235クラスター爆弾をロシア軍が繰り返し使用していた証拠を発見した。